# Tenja
Tenja je naselje i prigradsko područje Grada Osijeka u Osječko-baranjskoj županiji, smješteno oko 6 km jugoistočno od Osijeka u Dravsko-dunavskoj nizini.

## Etimologija
Podrijetlo naziva Tenja nije pouzdano utvrđeno, iako postoje dvije često spominjane pretpostavke: mađarska, koja ga povezuje s riječju tehén (“krava”) i slavenska, koja ga povezuje s osnovom tinja ("močvara”). O etimologiji nema općeprihvaćenog mišljenja.

## Povijest
Područje Tenje naseljeno je od prapovijesti. U okolici naselja pronađen je značajan arheološki nalaz iz razdoblja eneolitika – Ostava zlata Tenja–Orlovnjak, skupina prapovijesnih zlatnih predmeta pripisanih lasinjskoj kulturi. Nalaz se smatra jednim od važnijih otkrića tog razdoblja u sjevernoj Hrvatskoj te se danas čuva u Narodnom muzeju u Budimpešti.
U pisanim izvorima Tenja se prvi put spominje između 1443. i 1469. kao posjed plemića Korođa. Tijekom osmanskog prodora, oko 1526. godine, područje je gotovo napušteno; prema defteru požeškog sandžaka iz 1579. imalo je sedam muslimanskih obitelji, dok kršćana nije bilo. Nakon poraza Osmanlija u Opsadi Beča 1683., naselje dolazi pod austrijsku vlast. U to vrijeme u Tenju se naseljava tridesetak pravoslavnih obitelji iz krajeva gornje Drine, Neretve, Lima, Pive i Tare, te manji broj katolika.
U drugoj polovici 18. stoljeća Tenja postaje posjed grofa Ivana Pálffyja, a 1778. prelazi u vlasništvo baruna Ivana Kapistrana Adamovića, čiji nasljednici ostaju vlasnici zemljišta i imaju značajan utjecaj na razvoj naselja sve do 20. stoljeća. Stanovnici su do 1848. bili u kmetskom položaju, kada je Hrvatski sabor ukinuo feudalizam.
U 19. stoljeću Tenja je administrativno pripadala općini Sarvaš, a 1889. godine postaje samostalna upravna općina, s Antunovcem, gdje ostaju do 1993. godine.
Nakon agrarne reforme 1918., u mjesto su doseljeni dobrovoljci iz Prvoga svjetskog rata, većinom srpske narodnosti. Poslije Drugoga svjetskog rata pristigli su kolonisti iz Bosne i Hercegovine, Banije, Like, Korduna i drugih dijelova Hrvatske.
U socijalističkom razdoblju Tenja se razvija u prigradsko naselje uz Osijek, s novim stambenim zonama i javnim sadržajima.
Tijekom Domovinskog rata južni dio naselja bio je središte srpske pobune, dok je ostatak okupiran 6. prosinca 1991. godine. Pod ustavno-pravni poredak Republike Hrvatske vraćena je 1998. godine tijekom mirne reintegracije hrvatskog Podunavlja.

## Stanovništvo

### Popis 2011.
Prema popisu iz 2011. godine u Tenji je živjelo 7376 stanovnika, raspoređenih po etničkoj strukturi:
- Hrvata 5251 (71,19 %)
- Srba 1903 (25,8 %)
- Mađara 46 (0,69 %)
- Roma 37 (0,5 %)
- Bošnjaka 16 (0,22 %)
- Slovaka 16 (0,22 %)
- ostalih 107 (1,45 %)

### Popis 2001.
Prema popisu iz 2001. Tenja je imala 6747 stanovnika:
- Hrvata 65 %
- Srba 30 %
- Ostalih 5 %

### Popis 1991.
Godine 1991. Tenja je imala 7663 stanovnika:
- Hrvata 2813
- Srba 4144
- Jugoslavena 327
- Muslimana 18
- Ostalih 328

| broj stanovnika | 2668  | 3038  | 2875  | 3314  | 3526  | 3605  | 3653  | 4120  | 3875  | 3905  | 4578  | 5299  | 6515  | 7663  | 6747  | 7376  | 6260  |
|                 | 1857. | 1869. | 1880. | 1890. | 1900. | 1910. | 1921. | 1931. | 1948. | 1953. | 1961. | 1971. | 1981. | 1991. | 2001. | 2011. | 2021. |

## Kultura i baština
U središtu Tenje nalazi se dvorac obitelji Adamović, danas Osnovna škola Tenja. Srpska pravoslavna crkva, posvećena Prenosu mošti svetog Nikole, izgrađena je 1761. godine, a katolička crkva svete Ane izvorno je bila drvena kapela iz 1754., dok je današnja župna crkva podignuta 1975. godine. Zapadno od dvorca smješten je stari park sa spomenikom žrtvama fašizma i spomenikom poginulim hrvatskim braniteljima.

## Obrazovanje
Osnovna škola Tenja smještena je u nekadašnjem dvorcu obitelji Adamović te u zgradi izgrađenoj 1970-ih godina. U naselju djeluje i županijski dječji vrtić „Vrapčić“, a u rujnu 2024. otvoren je novi vrtić u Mirnoj ulici.

## Gospodarstvo
Gospodarstvo Tenje obuhvaća poljoprivrednu proizvodnju, stočarstvo i pčelarstvo, uz preradu poljoprivrednih proizvoda, manje industrijske pogone i obrtničke radionice. U naselju djeluju brojna obiteljska poljoprivredna gospodarstva (OPG-ovi) te raznovrsne uslužne djelatnosti, uključujući ugostiteljstvo, maloprodaju, cestovni prijevoz tereta, taksi prijevoz te profesionalne usluge čišćenja i održavanja objekata.
Na sjevernom ulazu u naselje smještena je Gospodarska zona Tenja, infrastrukturno opremljena i namijenjena proizvodnim, poslovnim i ugostiteljsko-turističkim sadržajima. Površina zone iznosi približno 6,6 hektara, od čega je 5,6 hektara predviđeno za izgradnju gospodarskih objekata. Zona se sastoji od 27 građevinskih čestica i u potpunosti je popunjena. U njoj posluju subjekti iz različitih sektora, uključujući proizvodne pogone, skladišne i logističke prostore, servisne radionice te ugostiteljske i druge uslužne objekte.

## Događaji i običaji
U Tenji se svake godine održava pokladno jahanje, tradicionalna konjička manifestacija povezana s graničarskom baštinom ovoga kraja. Okuplja jahače iz cijele Slavonije, a domaćini ih dočekuju na više postaja duž rute kroz naselje, uključujući i prolazak Ulicom Vjekoslava Hengla.
Slavonijo, u jesen si zlatna je višednevna kulturno-tradicijska manifestacija koju organizira KUD Josip Šošić. Program uključuje smotru folklora, glazbene nastupe, etno sajam, gastro ponudu te mimohod jahača, zaprega i kulturno-umjetničkih društava kroz naselje. Manifestacija je rad Osijek.

## Sport
Nogometni klub Slavonac okuplja seniorsku momčad te mlađe uzraste kroz omladinsku školu nogometa.  
U naselju se krajem lipnja održava tradicionalni ljetni malonogometni turnir, koji okuplja momčadi iz Tenje, Osijeka i okolnih mjesta. Turnir uključuje seniorsku i veteransku kategoriju.
Boćarski klub Tenja natječe se u županijskoj ligi i organizira manifestaciju „Dani boćanja u Tenji“, koja svake godine okuplja natjecatelje iz cijele Osječko-baranjske županije.
Rukometni klub Tenja organizira ljetni rukometni kamp za djecu svih uzrasta, a također sudjeluje u školskim i lokalnim turnirima.

## Lokalna uprava
Sve do 1962. godine Tenja je bila samostalna upravna općina, kada je kao mjesni odbor pridružena općini Osijek. Nakon ustroja županija, gradova i općina 1993., Tenja ulazi u sastav Grada Osijeka kao prigradsko naselje. Danas je organizirana kao mjesni odbor pri Gradu Osijeku, a Vijeće Mjesnog odbora Tenja konstituirano je 24. siječnja 2023., kada je za predsjednicu izabrana Marija Capan (HDZ).

## Fotogalerija
- Ulica svete Ane u Tenji
- Pravoslavna crkva sv. Nikole (1761.)
- Katolička crkva sv. Ane (župa od 1975.)
- Osnovna škola Tenja
- Dječji vrtić „Vrapčić”
- Pošta i Vijeće mjesnog odbora Tenja
- Spomenik žrtvama fašizma
- Spomen-obilježje žrtvama sabirnog logora za Židove pored Tenje (1942.)
- Povijesna karta Tenje iz 1863. godine
- Povijesna karta Tenje iz 1871. godine
- Zlatni disk – nalazište Tenja-Orlovnjak (lasinjska kultura, 3700. – 3200. pr. Kr.)

## Vanjske poveznice
- Stranica naselja Tenja na portalu Grada Osijeka
- Državni zavod za statistiku – službeni popisi